# Жюл и Жим (роман)
„Жюл и Жим“ (на френски: Jules et Jim) е роман, написан от Анри-Пиер Рошѐ, публикуван през 1953 г. Той става известен с едноименната филмова адаптация на Франсоа Трюфо от 1962 г.

## Резюме
Действието се развива преди, по време и след Първата световна война. Жим, млад парижки интелектуалец, се сприятелява през 1910 г. с Жюл, млад немски поет. Жим го запознава с парижкия живот и удоволствия от началото на века. След срещи с няколко жени Жюл среща Кати, в която веднага се влюбва, и я запознава с Жим, който не може да не бъде привлечен от младата жена. Жюл се жени за Кати.
Започва война, която разделя двамата приятели. Те се срещат отново след примирието и стават любовна тройка. Нарастващото напрежение предвещава наближаваща трагедия: неспособна да разреши множеството си вътрешни конфликти, Кати се самоубива, повличайки и Жим в смъртта.

## История
Анри-Пиер Роше е на 74 години, когато публикува този първи роман. Това е книга с романтизирани спомени за приятелството му с немския писател Франц Хесел и страстта му към неговата съпруга Хелън Грунд (родителите на Стефан Хесел).
Започва да пише през 1943 г. въз основа на дневниците си. След това значително променя стила, постигайки много напрегнато писане, което създава славата на романа. Отбелязва се по-специално слабото използване на местоименията.
Въпреки успеха сред критиците романът остава почти незабелязан. Откритието на книгата от Франсоа Трюфо и филмът, който той прави по нея, създава славата на творбата.
Романът „Жюл и Жим“ е преведен на български през 1981 г. от Ивайло Знеполски и публикуван от издателство „Народна култура“. През 2019 г. издателство „Колибри“ издава романа в превод на Изабела Георгиева.

## Адаптации
Франсоа Трюфо адаптира книгата към киното през 1962 г. (Jules et Jim). Той казва, че я е открил случайно през 1956 г., поразен от заглавието („музикално, много хубаво“), докато разглежда рафтовете на магазин за книги втора употреба. Филмът му е смятан за програмен за френската „Нова вълна“.
Телевизионна адаптация от Жан Лабрюн е направена през 1995 г.